# Istoria Croației
În antichitate, pe teritoriul actual al Croației locuiau ilirii și coloniștii greci. În secolul al II-lea î.Hr., romanii cotropesc teritoriul actual al Croației și în anul 9 î.Hr. o includ în provincia Illyricum. Între sec. V-VII, aici vor sosi triburi slave din nord și la contactul cu autohtonii iliri și greci, se vor amesteca cu aceștia, formând poporul croat.
Condusă de prinți croați, duci din anul 852, Dalmația, cuprizând și teritoriul Panoniei, după o perioadă de stăpânire bizantină și carolingiană, a devenit un puternic regat independent în anul 924. Din 1102 croații au devenit vasali ai regelui Ungariei. 
În secolul al XV-lea regatul ungar a avut mult de suferit din cauza  expansiunii otomane, turcii cucerind Bosnia și Herțegovina. În aceeași perioadă, teritoriul Dalmației este în cea mai mare parte stăpânit de venețieni. Dubrovnik, oraș-stat bizantin și venețian la începuturi, spre deosebire de celelate orașe-stat din Dalmația și-a obținut independența, fiind cunoscut drept Republica Dubrovnik.
Rezultatul Bătăliei de la Mohács din 1526 a determinat parlamentul croat să-și ofere țara Habsburgilor. Datorită acestora, până în secolul al XVIII-lea, cea mai mare parte din teritoriul croat a fost eliberat de sub stăpânirea turcilor. În mare parte, acest teritoriu, a fost modelat de cuceririle otomane. Istria, Dalmația și Dubrovnik, au intrat cu timpul, între anii 1797 și 1815, sub autoritatea habsburgică.
În perioada Dublei Monarhii Austro-Ungare, teritoriul croat a fost divizat între cele două componente ale acesteia, Dalmația fiind inclusă în Austria, iar nordul (Croația-Slavonia) fiind parte componentă a Ungariei. Deși în anul 1868 Ungaria a acordat o anumită autonomie Croației, în fapt conducerea era exercitată de către clasa politică maghiară, iar drepturile culturale și politice ale croaților erau încălcate.
După Primul Război Mondial, Croația s-a alăturat Statului slovenilor, croaților și sârbilor  (aproximativ Slovenia, Croația și Bosnia), care împreună cu Serbia, a format ulterior Regatul sârbilor, croaților și slovenilor, devenit Regatul Iugoslaviei în 1929. Iugoslavia a fost invadată în perioada celui de Al II-lea război mondial, Croația fiind transformat într-un stat fascist marionetă, numit Statul Independent al Croației. Ulterior înfrângerii puterilor axei, Iugoslavia a devenit republică federală socialistă. 
Alături de Slovenia, Croația și-a declarat independența pe data de 25 iunie, 1991, având ca urmare Războiul Croat de Independență. Prima țară care a recunoscut noul stat a fost Germania, în decembrie 1991.
Croația este membra a Uniunii Europene din 1 iulie 2013. Negocierile au început în luna decembrie a anului 2005.

## Legături externe
- Institutul Croat de Istorie